# Pseudotriton montanus
Pseudotriton montanus är en groddjursart som beskrevs av Baird 1850. Pseudotriton montanus ingår i släktet Pseudotriton och familjen lunglösa salamandrar. IUCN kategoriserar arten globalt som livskraftig.

## Underarter
Arten delas in i följande underarter:
- P. m. montanus
- P. m. flavissimus
- P. m. floridanus